# HAMR
HAMR of Heat Assisted Magnetic Recording is een methode waarbij men met een laser een harde schijf verwarmt waardoor de schijf makkelijker magnetisch te beschrijven valt en de snelle afkoeling na het schrijven de data stabiliseert.
De HAMR-technologie is als eerste toegepast door Seagate die verwacht hierdoor de zogenaamde superparamagnetische limiet, de oppervlakte waaronder het magnetische veld instabiel wordt, tot een factor 100 op te schuiven. Dit zou toekomstige datadichtheden van 7,75 terabits per vierkante millimeter (50 terabits per vierkante inch) mogelijk moeten maken.
HAMR-onderzoek werd onder andere gedaan door het Information Storage Industry Consortium.